# رالف لوس
رالف لوس (من مواليد 5 يناير 1963) هو مدرب كرة قدم ألماني ولاعب سابق تولى تدريب فريق فينترتور السويسري آخر مرة.  يشتهر أكثر بفترة عمله مع فريق ليختنشتاين الوطني لكرة القدم.

## المسيرة الكروية
لعب لوس ككنسا بين عامي 1981 و 1986 مع بوروسيا دورتموند وكذلك لمدة عام مع روت فايس أوبرهاوزن . بين عامي 1987 و 1994 كان في فورتونا دوسلدورف. كما كان قائداً لفريق كرة القدم الوطني الألماني تحت 21 عامًا.